# Joppa (Alabama)
Joppa es un lugar designado por el censo ubicado en el condado de Cullman en el estado estadounidense de Alabama. En el Censo de 2010 tenía una población de 501 habitantes y una densidad poblacional de 157,94 personas por km².

## Geografía
Joppa se encuentra ubicado en las coordenadas 34°17′58″N 86°33′25″O / 34.29944, -86.55694. Según la Oficina del Censo de los Estados Unidos, Joppa tiene una superficie total de 5.1 km², de la cual 5.03 km² corresponden a tierra firme y (1.37%) 0.07 km² es agua.

## Demografía
Según el censo de 2010, había 501 personas residiendo en Joppa. La densidad de población era de 157,94 hab./km². De los 501 habitantes, Joppa estaba compuesto por el 81.44% blancos, el 0.2% eran afroamericanos, el 0.8% eran amerindios, el 0% eran asiáticos, el 0% eran isleños del Pacífico, el 4.79% eran de otras razas y el 17.17% pertenecían a dos o más razas. Del total de la población el 7.39% eran hispanos o latinos de cualquier raza.